# Liga de Campeones de la EHF 2014-15

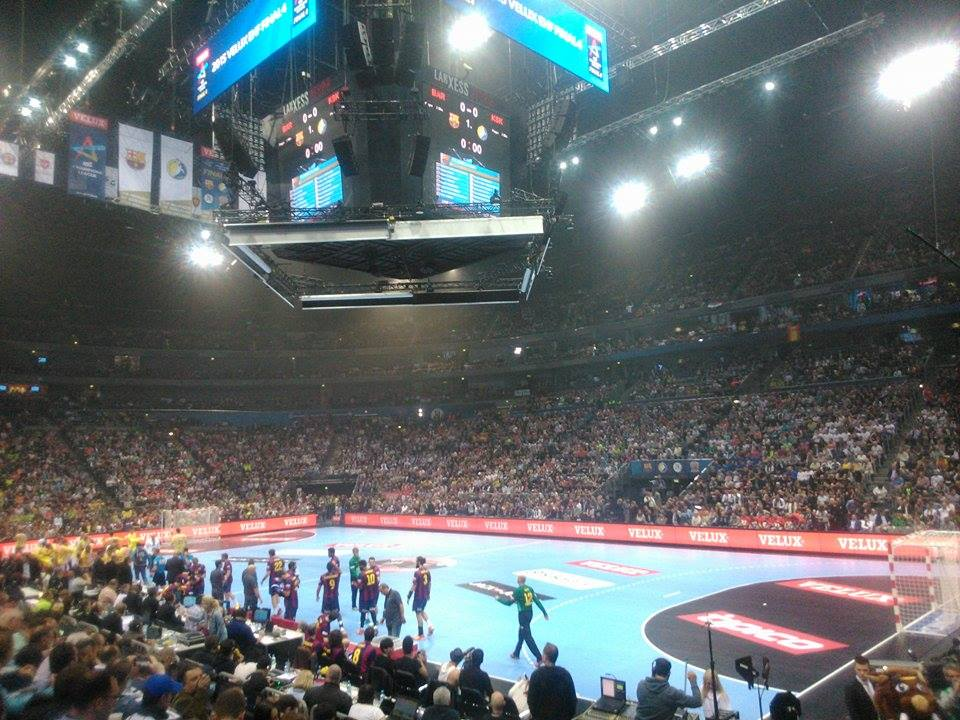
Vista del Lanxess Arena durante la semifinal entre el FC Barcelona y el KS Vive Kielce

La Liga de Campeones de la EHF 2014-15 es la 54.ª edición de la competición. Comenzó el 5 de septiembre de 2014 con la disputa de las distintas eliminatorias previas y concluye el 1 de junio de 2015. La final a 4 se celebró por sexto año consecutivo en Lanxess Arena de Colonia.
El triunfo correspondió al FC Barcelona al vencer en la final al MKB Veszprém KC por 28-23, sumando así su novena Copa de Europa.

## Fase de grupos

### Grupo A
| Equipo               | PJ | PG | PE | PP | GF  | GC  | Dif | Pts |
| -------------------- | -- | -- | -- | -- | --- | --- | --- | --- |
| THW Kiel             | 10 | 9  | 0  | 1  | 322 | 259 | +63 | 18  |
| Paris Saint-Germain  | 10 | 6  | 0  | 4  | 297 | 266 | +31 | 12  |
| RK Zagreb            | 10 | 6  | 0  | 4  | 241 | 248 | -7  | 12  |
| CB Ciudad de Logroño | 10 | 4  | 1  | 5  | 305 | 305 | 0   | 9   |
| HC Meshkov Brest     | 10 | 2  | 2  | 6  | 267 | 293 | -26 | 6   |
| RK Metalurg Skopje   | 10 | 1  | 1  | 8  | 233 | 294 | -61 | 3   |

### Grupo B
| Equipo                 | PJ | PG | PE | PP | GF  | GC  | Dif | Pts |
| ---------------------- | -- | -- | -- | -- | --- | --- | --- | --- |
| FC Barcelona           | 10 | 8  | 1  | 1  | 338 | 280 | +58 | 17  |
| KIF Kolding København  | 10 | 6  | 2  | 2  | 292 | 273 | +19 | 14  |
| Orlen Wisła Płock      | 10 | 6  | 1  | 3  | 288 | 280 | +8  | 13  |
| SG Flensburg-Handewitt | 10 | 6  | 0  | 4  | 288 | 277 | +11 | 12  |
| Alingsås HK            | 10 | 1  | 0  | 9  | 252 | 298 | -46 | 2   |
| Besiktas JK            | 10 | 1  | 0  | 9  | 253 | 303 | -50 | 2   |

## Segunda fase
|  | Octavos de final             | Octavos de final | Octavos de final |                  |    | Cuartos de final | Cuartos de final | Cuartos de final |  |  | Semifinales | Semifinales | Semifinales |  |  | Final      | Final      | Final      |
|  | 13-22 de marzo               | 13-22 de marzo   | 13-22 de marzo   |                  |    | 9-19 de abril    | 9-19 de abril    | 9-19 de abril    |  |  | 30 de mayo  | 30 de mayo  | 30 de mayo  |  |  | 31 de mayo | 31 de mayo | 31 de mayo |
|  |                              |                  |                  |                  |    |                  |                  |                  |  |  |             |             |             |  |  |            |            |            |
|  |                              |                  |                  |                  |    |                  |                  |                  |  |  |             |             |             |  |  |            |            |            |
|  |                              |                  |                  |                  |    |                  |                  |                  |  |  |             |             |             |  |  |            |            |            |
|  | RK Zagreb                    | 22               | 21               |                  |    |                  |                  |                  |  |  |             |             |             |  |  |            |            |            |
|  | RK Zagreb                    | 22               | 21               |                  |    |                  |                  |                  |  |  |             |             |             |  |  |            |            |            |
|  | KIF København                | 17               | 23               |                  |    |                  |                  |                  |  |  |             |             |             |  |  |            |            |            |
|  | KIF København                | 17               | 23               | RK Zagreb        | 23 | 21               |                  |                  |  |  |             |             |             |  |  |            |            |            |
|  |                              |                  |                  |                  | 23 | 21               |                  |                  |  |  |             |             |             |  |  |            |            |            |
|  |                              | FC Barcelona     | 25               | 43               |    |                  |                  |                  |  |  |             |             |             |  |  |            |            |            |
|  | Aalborg HB                   | FC Barcelona     | 25               | 43               | 11 | 22               |                  |                  |  |  |             |             |             |  |  |            |            |            |
|  | Aalborg HB                   |                  |                  |                  | 11 | 22               |                  |                  |  |  |             |             |             |  |  |            |            |            |
|  | FC Barcelona                 | 31               | 29               |                  |    |                  |                  |                  |  |  |             |             |             |  |  |            |            |            |
|  | FC Barcelona                 | 31               | 29               | FC Barcelona     | 33 |                  |                  |                  |  |  |             |             |             |  |  |            |            |            |
|  |                              |                  |                  |                  | 33 |                  |                  |                  |  |  |             |             |             |  |  |            |            |            |
|  |                              | Vive Kielce      | 28               |                  |    |                  |                  |                  |  |  |             |             |             |  |  |            |            |            |
|  | RK Vardar Skopje             | Vive Kielce      | 28               | 26               | 31 |                  |                  |                  |  |  |             |             |             |  |  |            |            |            |
|  | RK Vardar Skopje             |                  |                  |                  | 31 |                  |                  |                  |  |  |             |             |             |  |  |            |            |            |
|  | Orlen Wisła Płock            | 32               | 20               |                  |    |                  |                  |                  |  |  |             |             |             |  |  |            |            |            |
|  | Orlen Wisła Płock            | 32               | 20               | RK Vardar Skopje | 20 | 31               |                  |                  |  |  |             |             |             |  |  |            |            |            |
|  |                              |                  |                  |                  | 20 | 31               |                  |                  |  |  |             |             |             |  |  |            |            |            |
|  |                              | Vive Kielce      | 22               | 33               |    |                  |                  |                  |  |  |             |             |             |  |  |            |            |            |
|  | Montpellier HB               | Vive Kielce      | 22               | 33               | 25 | 33               |                  |                  |  |  |             |             |             |  |  |            |            |            |
|  | Montpellier HB               |                  |                  |                  | 25 | 33               |                  |                  |  |  |             |             |             |  |  |            |            |            |
|  | Vive Kielce                  | 29               | 31               |                  |    |                  |                  |                  |  |  |             |             |             |  |  |            |            |            |
|  | Vive Kielce                  | 29               | 31               | FC Barcelona     | 28 |                  |                  |                  |  |  |             |             |             |  |  |            |            |            |
|  |                              |                  |                  |                  | 28 |                  |                  |                  |  |  |             |             |             |  |  |            |            |            |
|  |                              | MKB Veszprém KC  | 23               |                  |    |                  |                  |                  |  |  |             |             |             |  |  |            |            |            |
|  | Paris Saint-Germain Handball | MKB Veszprém KC  | 23               | 23               | 23 |                  |                  |                  |  |  |             |             |             |  |  |            |            |            |
|  | Paris Saint-Germain Handball |                  |                  |                  | 23 |                  |                  |                  |  |  |             |             |             |  |  |            |            |            |
|  | Dunkerque HB                 | 21               | 22               |                  |    |                  |                  |                  |  |  |             |             |             |  |  |            |            |            |
|  | Dunkerque HB                 | 21               | 22               | PSG              | 24 | 28               |                  |                  |  |  |             |             |             |  |  |            |            |            |
|  |                              |                  |                  |                  | 24 | 28               |                  |                  |  |  |             |             |             |  |  |            |            |            |
|  |                              | MKB Veszprém KC  | 24               | 34               |    |                  |                  |                  |  |  |             |             |             |  |  |            |            |            |
|  | CB Ciudad de Logroño         | MKB Veszprém KC  | 24               | 34               | 23 | 31               |                  |                  |  |  |             |             |             |  |  |            |            |            |
|  | CB Ciudad de Logroño         |                  |                  |                  | 23 | 31               |                  |                  |  |  |             |             |             |  |  |            |            |            |
|  | MKB Veszprém KC              | 31               | 37               |                  |    |                  |                  |                  |  |  |             |             |             |  |  |            |            |            |
|  | MKB Veszprém KC              | 31               | 37               | MKB Veszprém KC  | 31 |                  |                  |                  |  |  |             |             |             |  |  |            |            |            |
|  |                              |                  |                  |                  | 31 |                  |                  |                  |  |  |             |             |             |  |  |            |            |            |
|  |                              | THW Kiel         | 27               |                  |    |                  |                  |                  |  |  |             |             |             |  |  |            |            |            |
|  | SC Pick Szeged               | THW Kiel         | 27               | 34               | 31 |                  |                  |                  |  |  |             |             |             |  |  |            |            |            |
|  | SC Pick Szeged               |                  |                  |                  | 31 |                  |                  |                  |  |  |             |             |             |  |  |            |            |            |
|  | Rhein-Neckar Löwen           | 30               | 29               |                  |    |                  |                  |                  |  |  |             |             |             |  |  |            |            |            |
|  | Rhein-Neckar Löwen           | 30               | 29               | SC Pick Szeged   | 31 | 23               |                  |                  |  |  |             |             |             |  |  |            |            |            |
|  |                              |                  |                  |                  | 31 | 23               |                  |                  |  |  |             |             |             |  |  |            |            |            |
|  |                              | THW Kiel         | 29               | 31               |    |                  |                  |                  |  |  |             |             |             |  |  |            |            |            |
|  | SG Flensburg-Handewitt       | THW Kiel         | 29               | 31               | 21 | 28               |                  |                  |  |  |             |             |             |  |  |            |            |            |
|  | SG Flensburg-Handewitt       |                  |                  |                  | 21 | 28               |                  |                  |  |  |             |             |             |  |  |            |            |            |
|  | THW Kiel                     | 30               | 33               |                  |    |                  |                  |                  |  |  |             |             |             |  |  |            |            |            |

## Octavos de final

### RK Zagreb - KIF København
| 14 de marzo de 2014 | RK Zagreb   | 22:17 (15:8) | KIF København | Arena Zagreb, Zagreb                                                                                          | |
|                     | Stepancic 7 |              | Landin 6      | Asistencia: 14.500 espectadores Árbitro(s): Vaclav Horacek (República Checa) y Jiri Novotny (República Checa) | Asistencia: 14.500 espectadores Árbitro(s): Vaclav Horacek (República Checa) y Jiri Novotny (República Checa) |

| 22 de marzo de 2014 | KIF København       | 23:21 (11:9) | RK Zagreb           | Brondby Hallen, Copenhague                                                               |                                                                                          |
|                     | Dolk, Spellerberg 6 |              | Horvat, Obranovic 5 | Asistencia: 5.000 espectadores Árbitro(s): Óscar Raluy (España) y Ángel Sabroso (España) | Asistencia: 5.000 espectadores Árbitro(s): Óscar Raluy (España) y Ángel Sabroso (España) |

### Aalborg HB - FC Barcelona
| 15 de marzo de 2014 | Aalborg HB | 11:31 (5:16) | FC Barcelona | Gigantium Arena, Aalborg                                                                     |                                                                                              |
|                     | Sagosen 3  |              | Lazarov 8    | Asistencia: 4.660 espectadores Árbitro(s): Nenad Nikolic (Serbia) y Dusan Stojkovic (Serbia) | Asistencia: 4.660 espectadores Árbitro(s): Nenad Nikolic (Serbia) y Dusan Stojkovic (Serbia) |

| 22 de marzo de 2014 | FC Barcelona | 29:22 (14:9) | Aalborg HB | Palau Blaugrana, Barcelona                                                               |                                                                                          |
|                     | Sigurðsson 6 |              | Berggren 5 | Asistencia: 3.014 espectadores Árbitro(s): Shlomo Cohen (Israel) y Yoram Peretz (Israel) | Asistencia: 3.014 espectadores Árbitro(s): Shlomo Cohen (Israel) y Yoram Peretz (Israel) |

### Orlen Wisła Płock - RK Vardar Skopje
| 14 de marzo de 2015 | Orlen Wisła Płock | 32:26 (14:12) | RK Vardar Skopje | Orlen Arena, Płock                                                                          |                                                                                             |
|                     | Nikčević 6        |               | Dujshebaev 10    | Asistencia: 5.467 espectadores Árbitro(s): Thierry Dentz (Francia) y Denis Reibel (Francia) | Asistencia: 5.467 espectadores Árbitro(s): Thierry Dentz (Francia) y Denis Reibel (Francia) |

| 21 de marzo de 2015 | RK Vardar Skopje | 31:20 (14:10) | Orlen Wisła Płock                 | Centro Deportivo Boris Trajkovski, Skopje                                                       |                                                                                                 |
|                     | Dujshebaev 9     |               | Jurkiewicz, Racotea, Wisniewski 3 | Asistencia: 5.500 espectadores Árbitro(s): Zigmars Stolarovs (Letonia) y Renars Licis (Letonia) | Asistencia: 5.500 espectadores Árbitro(s): Zigmars Stolarovs (Letonia) y Renars Licis (Letonia) |

### Montpellier Agglomération HB - KS Vive Kielce
| 15 de marzo de 2015 | Montpellier HB | 25:29 (13:16) | KS Vive Kielce | Arena Montpellier, Montpellier                                                             |                                                                                            |
|                     | Kavtičnik 8    |               | Bielecki 6     | Asistencia: 6.000 espectadores Árbitro(s): Evgeny Zotin (Rusia) y Nikolay Volodkov (Rusia) | Asistencia: 6.000 espectadores Árbitro(s): Evgeny Zotin (Rusia) y Nikolay Volodkov (Rusia) |

| 21 de marzo de 2015 | KS Vive Kielce | 31:33 (14:15) | Montpellier HB | Hala Legionów, Kielce                                                                        |                                                                                              |
|                     | Buntic 7       |               | Simonet 11     | Asistencia: 4.200 espectadores Árbitro(s): Péter Horváth (Hungría) y Balázs Marton (Hungría) | Asistencia: 4.200 espectadores Árbitro(s): Péter Horváth (Hungría) y Balázs Marton (Hungría) |

### Dunkerque HB Grand Littoral- Paris Saint-Germain
| 14 de marzo de 2015 | Dunkerque HB | 21:23 (13:12) | Paris Saint-Germain | Stades de Flandres, Dunkerque                                                                |                                                                                              |
|                     | Nagy 6       |               | Hansen 11           | Asistencia: 2.460 espectadores Árbitro(s): Lars Geipel (Alemania) y Marcus Helbig (Alemania) | Asistencia: 2.460 espectadores Árbitro(s): Lars Geipel (Alemania) y Marcus Helbig (Alemania) |

| 21 de marzo de 2015 | Paris Saint-Germain | 23:22 (15:15) | Dunkerque HB | Halle Carpentier, París                                                                              | |
|                     | Hansen 8            |               | Butto 8      | Asistencia: 4.000 espectadores Árbitro(s): Slave Nikolov (Macedonia) y Gjorgji Nachevski (Macedonia) | Asistencia: 4.000 espectadores Árbitro(s): Slave Nikolov (Macedonia) y Gjorgji Nachevski (Macedonia) |

### Naturhouse La Ríoja - MKB Veszprém KC
| 14 de marzo de 2015 | Naturhouse La Ríoja | 23:31 (10:15) | MKB Veszprém KC | Palacio de los Deportes de Logroño, Logroño                                                    |                                                                                                |
|                     | Fernández 6         |               | Ilić, Sulić 9   | Asistencia: 3.100 espectadores Árbitro(s): Matija Gubica (Croacia) y Boris Milosevic (Croacia) | Asistencia: 3.100 espectadores Árbitro(s): Matija Gubica (Croacia) y Boris Milosevic (Croacia) |

| 21 de marzo de 2015 | MKB Veszprém KC | 37:31 (18:15) | Naturhouse La Ríoja | Veszprém Aréna, Veszprém                                                                            | |
|                     | Ilić 10         |               | Rodríguez 10        | Asistencia: 5.019 espectadores Árbitro(s): Vaidas Mazeika (Lituania) y Mindaugas Gatelis (Lituania) | Asistencia: 5.019 espectadores Árbitro(s): Vaidas Mazeika (Lituania) y Mindaugas Gatelis (Lituania) |

### Rhein-Neckar Löwen - SC Pick Szeged
| 13 de marzo de 2015 | Rhein-Neckar Löwen | 30:34 (17:16) | SC Pick Szeged | SAP Arena, Mannheim                                                                             |                                                                                                 |
|                     | Gensheimer 8       |               | García 9       | Asistencia: 3.370 espectadores Árbitro(s): Stevann Pichon (Francia) y Laurent Reveret (Francia) | Asistencia: 3.370 espectadores Árbitro(s): Stevann Pichon (Francia) y Laurent Reveret (Francia) |

| 22 de marzo de 2015 | SC Pick Szeged   | 31:29 (16:13) | Rhein-Neckar Löwen | Városi Sportcsarnok, Szeged                                                                    |                                                                                                |
|                     | Bombac, Balogh 8 |               | Gensheimer 12      | Asistencia: 3.000 espectadores Árbitro(s): Nenad Krstic (Eslovenia) y Peter Ljubic (Eslovenia) | Asistencia: 3.000 espectadores Árbitro(s): Nenad Krstic (Eslovenia) y Peter Ljubic (Eslovenia) |

### SG Flensburg-Handewitt - THW Kiel
| 15 de marzo de 2015 | SG Flensburg-Handewitt | 21:30 (9:16) | THW Kiel        | Campushalle, Flensburg                                                                        |                                                                                               |
|                     | Eggert 5               |              | Ekberg, Vujin 7 | Asistencia: 6.000 espectadores Árbitro(s): Michael Johansson (Suecia) y Jasmin Kliko (Suecia) | Asistencia: 6.000 espectadores Árbitro(s): Michael Johansson (Suecia) y Jasmin Kliko (Suecia) |

| 22 de marzo de 2015 | THW Kiel | 33:28 (16:10) | SG Flensburg-Handewitt | Sparkassen-Arena, Kiel                                                                                | |
|                     | Vujin 6  |               | Jakobsson 6            | Asistencia: 10.285 espectadores Árbitro(s): Sorin-Laurentiu Dinu (Rumanía) y Constantin Din (Rumanía) | Asistencia: 10.285 espectadores Árbitro(s): Sorin-Laurentiu Dinu (Rumanía) y Constantin Din (Rumanía) |

## Cuartos de final

### RK Zagreb - FC Barcelona
| 9 de abril de 2015 | RK Zagreb   | 23:25 (10:14) | FC Barcelona | Arena Zagreb, Zagreb                                                                          |                                                                                               |
|                    | Stepancic 9 |               | Karabatic 6  | Asistencia: 15.200 espectadores Árbitro(s): Csaba Dobrovits (Hungría) y Peter Tajok (Hungría) | Asistencia: 15.200 espectadores Árbitro(s): Csaba Dobrovits (Hungría) y Peter Tajok (Hungría) |

| 18 de abril de 2015 | FC Barcelona | 43:21 (23:10) | RK Zagreb   | Palau Blaugrana, Barcelona                                                                   |                                                                                              |
|                     | Lazarov 9    |               | Obranovic 4 | Asistencia: 5.614 espectadores Árbitro(s): Lars Geipel (Alemania) y Marcus Helbig (Alemania) | Asistencia: 5.614 espectadores Árbitro(s): Lars Geipel (Alemania) y Marcus Helbig (Alemania) |

### RK Vardar Skopje - KS Vive Kielce
| 11 de abril de 2015 | RK Vardar Skopje | 20:22 (11:11) | KS Vive Kielce | Centro Deportivo Boris Trajkovski, Skopje                                                                | |
|                     | Gorbok 5         |               | Strlek 5       | Asistencia: 5.500 espectadores Árbitro(s): Bogdan Nicolae Stark (Rumanía) y Romeo Mihai Stefan (Rumanía) | Asistencia: 5.500 espectadores Árbitro(s): Bogdan Nicolae Stark (Rumanía) y Romeo Mihai Stefan (Rumanía) |

| 19 de abril de 2015 | KS Vive Kielce | 33:31 (16:14) | RK Vardar Skopje | Hala Legionów, Kielce                                                                           |                                                                                                 |
|                     | Bielecki 8     |               | Dujshebaev 9     | Asistencia: 4.200 espectadores Árbitro(s): Martin Gjeding (Dinamarca) y Mads Hansen (Dinamarca) | Asistencia: 4.200 espectadores Árbitro(s): Martin Gjeding (Dinamarca) y Mads Hansen (Dinamarca) |

### Paris Saint-Germain - MKB Veszprém KC
| 12 de abril de 2015 | Paris Saint-Germain | 24:24 (10:12) | MKB Veszprém KC | Halle Carpentier, París                                                                                      | |
|                     | Hansen 8            |               | Ilić 8          | Asistencia: 2.780 espectadores Árbitro(s): Vaclav Horacek (República Checa) y Jiri Novotny (República Checa) | Asistencia: 2.780 espectadores Árbitro(s): Vaclav Horacek (República Checa) y Jiri Novotny (República Checa) |

| 19 de abril de 2015 | MKB Veszprém KC | 34:28 (16:12) | Paris Saint-Germain | Veszprém Aréna, Veszprém                                                                     |                                                                                              |
|                     | Ilić 7          |               | Hansen 15           | Asistencia: 5.019 espectadores Árbitro(s): Nenad Nikolic (Serbia) y Dusan Stojkovic (Serbia) | Asistencia: 5.019 espectadores Árbitro(s): Nenad Nikolic (Serbia) y Dusan Stojkovic (Serbia) |

### SC Pick Szeged - THW Kiel
| 12 de abril de 2015 | SC Pick Szeged | 31:29 (17:15) | THW Kiel   | Városi Sportcsarnok, Szeged                                                                           | |
|                     | Bombac 6       |               | Weinhold 5 | Asistencia: 3.200 espectadores Árbitro(s): Andrei Gousko (Bielorrusia) y Siarhei Repkin (Bielorrusia) | Asistencia: 3.200 espectadores Árbitro(s): Andrei Gousko (Bielorrusia) y Siarhei Repkin (Bielorrusia) |

| 19 de abril de 2015 | THW Kiel | 31:23 (18:10) | SC Pick Szeged | Sparkassen-Arena, Kiel                                                                            |                                                                                                   |
|                     | Jicha 8  |               | Källman 5      | Asistencia: 10.285 espectadores Árbitro(s): Oyvind Togstad (Noruega) y Rune Kristiansen (Noruega) | Asistencia: 10.285 espectadores Árbitro(s): Oyvind Togstad (Noruega) y Rune Kristiansen (Noruega) |

## Semifinales

### FC Barcelona - KS Vive Kielce
| 30 de mayo de 2015 | FC Barcelona | 33:28 (16:14) | KS Vive Kielce | Lanxess Arena, Colonia                                                                           |                                                                                                  |
|                    | Karabatic 8  |               | Bielecki 7     | Asistencia: 19.250 espectadores Árbitro(s): Zigmars Stolarovs (Letonia) y Renars Licis (Letonia) | Asistencia: 19.250 espectadores Árbitro(s): Zigmars Stolarovs (Letonia) y Renars Licis (Letonia) |

### THW Kiel - MKB Veszprém
| 30 de mayo de 2015 | THW Kiel     | 27:31 (13:13) | MKB Veszprém | Lanxess Arena, Colonia                                                                                | |
|                    | Palmarsson 9 |               | Ilic 8       | Asistencia: 19.250 espectadores Árbitro(s): Slave Nikolov (Macedonia) y Gjorgji Nachevski (Macedonia) | Asistencia: 19.250 espectadores Árbitro(s): Slave Nikolov (Macedonia) y Gjorgji Nachevski (Macedonia) |

## Final

### FC Barcelona - MKB Veszprém
| 31 de mayo de 2015 | FC Barcelona            | 28:23 (14:10) | MKB Veszprém | Lanxess Arena, Colonia                                                                                | |
|                    | Karabatic, Sigurðsson 6 |               | Nagy 8       | Asistencia: 19.250 espectadores Árbitro(s): Sorin-Laurentiu Dinu (Rumanía) y Constantin Din (Rumanía) | Asistencia: 19.250 espectadores Árbitro(s): Sorin-Laurentiu Dinu (Rumanía) y Constantin Din (Rumanía) |

| Liga de Campeones EHF 2014/15 |
| ----------------------------- |
|                               |
| FC Barcelona 9.nd Título      |

## Máximos goleadores
| Posición | Jugador          | Equipo              | Goles |
| -------- | ---------------- | ------------------- | ----- |
| 1º       | Momir Ilić       | MKB Veszprém KC     | 114   |
| 2º       | Kiril Lazarov    | FC Barcelona        | 106   |
| 3º       | Mikkel Hansen    | Paris Saint-Germain | 103   |
| 4º       | Karol Bielecki   | KS Vive Kielce      | 92    |
| 5º       | Timur Dibirov    | RK Vardar           | 78    |
| 6º       | Zsolt Balogh     | SC Pick Szeged      | 76    |
| 6º       | Marko Vujin      | THW Kiel            | 76    |
| 8º       | Nikola Karabatić | FC Barcelona        | 75    |
| 9º       | Igor Karačić     | RK Vardar           | 74    |
| 10º      | Alex Dujshebaev  | RK Vardar           | 73    |

## Siete ideal
| Posición          | Jugador          | Equipo              |
| ----------------- | ---------------- | ------------------- |
| Portero           | Roland Mikler    | MKB Veszprém KC     |
| Extremo izquierdo | Uwe Gensheimer   | Rhein-Neckar Löwen  |
| Lateral izquierdo | Nikola Karabatić | FC Barcelona        |
| Central           | Mikkel Hansen    | Paris Saint-Germain |
| Lateral derecho   | Kiril Lazarov    | FC Barcelona        |
| Extremo derecho   | Víctor Tomás     | FC Barcelona        |
| Pivote            | Renato Sulić     | MKB Veszprém KC     |

- Mejor defensor
  -  Rene Toft Hansen, THW Kiel